# Мелбек (Шлезвиг-Холштајн)
Мелбек (њем. Mehlbek) општина је у њемачкој савезној држави Шлезвиг-Холштајн. Једно је од 112 општинских средишта округа Штајнбург. Према процјени из 2010. у општини је живјело 438 становника. Посједује регионалну шифру (AGS) 1061067.

## Географски и демографски подаци
Мелбек се налази у савезној држави Шлезвиг-Холштајн у округу Штајнбург. Општина се налази на надморској висини од 14 метара. Површина општине износи 8,9 km². У самом мјесту је, према процјени из 2010. године, живјело 438 становника. Просјечна густина становништва износи 49 становника/km².